# Estación de Olloniego
Olloniego (Lluniego según la nomenclatura de Renfe) es una estación ferroviaria situada en el municipio español de Oviedo, en el Principado de Asturias. Forma parte de la línea C-1 de Cercanías Asturias.

## Situación ferroviaria
La estación se encuentra en el punto kilométrico 126,929 de la antigua línea férrea de ancho ibérico que unía León con Gijón a 187 metros de altitud. En la actualidad la estación se encuentra en la línea 162 de la Red Ferroviaria de Interés General, de Ablaña a la bifurcación de Tudela-Veguín, de vía única electrificada.

## Historia
La estación fue abierta al tráfico el 23 de julio de 1874 con la puesta en marcha del tramo Pola de Lena-Gijón de la línea que pretendía unir León con Gijón. La construcción fue obra de la Compañía de los Ferrocarriles de Asturias, Galicia y León creada para continuar con las obras iniciadas por Noroeste anterior titular de la concesión. Sin embargo su situación financiera no fue mucho mejor que la de su antecesora y en 1885 acabó siendo absorbida por Norte. En 1941, la nacionalización del ferrocarril en España supuso la desaparición de esta última y su integración en la recién creada RENFE. 
Desde el 31 de diciembre de 2004 Renfe Operadora explota la línea mientras que Adif es la titular de las instalaciones ferroviarias.

## Servicios ferroviarios

### Cercanías
Forma parte de la línea C-1 de Cercanías Asturias. La unen con Gijón y Oviedo trenes cada 30 minutos los días laborables, mientras que los sábados, domingos y festivos la frecuencia se reduce a una hora. Hacia Puente de los Fierros solo continúan una decena de trenes que se reducen a seis los fines de semana porque el resto de trenes finalizan su trayecto en esta estación.
La duración del viaje es de unos 14 minutos a Oviedo y de algo menos de una hora hasta Gijón en el mejor de los casos.
| procedencia/destino | < estación  | Línea | estación >      | destino/procedencia               |
| ------------------- | ----------- | ----- | --------------- | --------------------------------- |
| Gijón               | Soto de Rey |       | La Pereda-Riosa | Pola de LenaPuente de los Fierros |